# Смерть за занавесом
«Смерть за занавесом» (чеш. Smrt za oponou) — чехословацкий детектив 1966 года режиссёра Антонина Кахлика, по книге Павла Гейцмана «Ангел играет на альте».

## Сюжет
Два контрабандиста ищут новые пути доставки наркотиков, поскольку полиция Франции накрыла их обычные каналы. Новый путь пролегает через страны социалистического блока.
В Праге, известная балерина, Милада Гавлова, накануне важного выступления, обнаружена мертвой у себя в гримерке. Эксперт устанавливает, что балерина употребляла наркотики и погибла от передозировки героина. Казалось бы дело ясное: несчастный случай или самоубийство. Но следователя Храстека терзают сомнения. Точки над и расставляет убийство сторожа театра в квартире балерины. Он вспугнул ночных посетителей и был убит. В квартире балерины находят странный белый порошок. В театре неизвестная оставляет на вахте посылку для погибшей балерины, прежде чем следователи добрались до посылки, кто-то забирает её.
Но следователям удается обнаружить курьера — переводчицу из турфирмы. Она доставляет героин из ГДР в Чехословакию, следующему звену в театре балета. Он и есть убийца. Следователи решаются передать в театр ещё одну посылку с героином и проследить кто её заберет. Посылка проходит через руки директора театра, балетмейстера и премьера. Но до конечного пункта посылка доходит набитая бумагой, героин пропал. Осталось выяснить кто из троицы убийца.

## В ролях
- Мирослав Горничек — Храстек
- Ярослав Саторански — Маречек, помощник Храстека
- Любомир Липский — балетмейстер
- Ленка Фишерова — Яна Пилатова
- Вальдемар Матушка — контрабандист
- Квета Фиалова — Милада Гавлова

## Критика
Критик Е. Семенов в журнале «Спутник кинозрителя» отмечает, что создателям фильма удалось сохранить интригу до самого конца и что выбор в качестве места действия балетного театра, позволило ознакомить зрителя с искусством балета